# 細谷博
細谷 博（ほそや ひろし、1949年5月 - ）は、日本近代文学、比較文学の研究者。文学博士（大阪大学・論文博士・2006年）。南山大学人文学部日本文化学科教授。1997年やまなし文学賞受賞。

## 略歴
千葉県生まれ、東京都育ち。1972年早稲田大学法学部卒、1974年同文学部日本文学卒、開成学園教諭ののち、1978年同大学院修士課程修了。1982年南山大学専任講師、1985年助教授、1993年文学部(現・人文学部)教授。1997年『凡常の発見』でやまなし文学賞受賞。2006年「小林秀雄論」で文学博士（大阪大学）の学位を取得。

## 著作リスト

### 単著
- 『凡常の発見 漱石・谷崎・太宰』明治書院 (南山大学学術叢書)　1996
- 『太宰治』岩波新書　1998
- 『小林秀雄論 <孤独>から<無私>へ』おうふう (南山大学学術叢書)　2002
- 『小林秀雄 人と文学』(日本の作家100人) 勉誠出版 2005
- 『所与と自由 近現代文学の名作を読む』勉誠出版（南山大学学術叢書） 2013
- 『漱石最後の〈笑い〉 『明暗』の凡常』新典社（南山大学学術叢書）2022.3.

### 共編
- 『川端康成作品論集成 第5巻　十六歳の日記・名人』深澤晴美共編 おうふう 2010

## 論文
- Cinii

## 参考
- J-GLOBAL:
- 南山大学:
- 勉誠出版: